# دانشگاه ملی سن مارکوس
دانشگاه ملی سن مارکوس (اسپانیایی: Universidad Nacional Mayor de San Marcos‎) یک دانشگاه دولتی
است که در لیما، پرو واقع شده‌است.